# موراد گولویان
موراد آرامی گولویان (ارمنی: Մուրադ Արամի Գուլոյան؛ زادهٔ ۲۷ فوریهٔ ۱۹۵۶) یک سیاستمدار اهل ارمنستان است که از تاریخ ۲۰۰۳ تا تاریخ ۲۰۱۲ سمت نمایندگی دوره‌های سوم تا پنجم مجلس ملی جمهوری ارمنستان را برعهده داشت.

## زندگی‌نامه
در ۲۷ فوریه ۱۹۵۶ در آرینج به دنیا آمد و از دانشگاه دولتی علم اقتصاد ارمنستان فارغ‌التحصیل شد. .